# Природна лирика
Природна лирика (на немски: Naturlyrik) е поезия в Германия, Австрия и немскоезична Швейцария, имаща за обект природата.

## Определение на понятието
Според немския писател и литературовед Геро фон Вилперт природна лирика е общо наименование за всички форми на лириката, чийто централен мотив са природните явления (пейзаж, атмосферното време, животинския и растителния свят) и са изградени върху изживяването на природата.

## История
Още първите значими поети се отнасят към природата като към живо същество и нерядко ѝ придават човешки свойства. В епохата на Барока природата е религиозно натоварена и се тълкува в смисъла на Светото писание, докато самата тя често остава на заден план. В немската поезия и през XVIII в. природата се разбира като посредник между Човек и Бог.
Своето най-голямо значение за литературата природата добива през периода на Бурни устреми и Романтизъм. Тя вече се възприема като противоположност на незадоволителната социална действителност, схваща се като идилия.
В съвременната немска поезия природната лирика е застъпена най-вече в творчеството на Петер Хухел, Волфганг Вайраух, Гюнтер Айх, Карл Кролов, Йоханес Бобровски, Вулф Кирстен и Сара Кирш.

## Примери[1]
- Из „Алпите“ Архив на оригинала от 2016-03-24 в Wayback Machine., Албрехт фон Халер
- „Лятна нощ“ Архив на оригинала от 2018-06-10 в Wayback Machine., Фридрих Готлиб Клопщок
- „На изгряващия месец“ Архив на оригинала от 2018-06-10 в Wayback Machine., Йохан Волфганг Гьоте
- „Залязвай, прелестно слънце“ Архив на оригинала от 2018-06-10 в Wayback Machine., Фридрих Хьолдерлин
- „Чуй потока под звездите...“ Архив на оригинала от 2018-06-10 в Wayback Machine., Клеменс Брентано
- „Вечерни облаци“ Архив на оригинала от 2018-06-10 в Wayback Machine., Лудвиг Уланд
- „Лунна нощ“ Архив на оригинала от 2016-03-28 в Wayback Machine., Йозеф фон Айхендорф
- „Небесна печал“ Архив на оригинала от 2016-07-11 в Wayback Machine., Николаус Ленау
- „Песен на ловеца“ Архив на оригинала от 2018-06-10 в Wayback Machine., Едуард Мьорике
- „Мартенски ден“ Архив на оригинала от 2018-06-10 в Wayback Machine., Детлев фон Лилиенкрон
- „Гласът на вечерта“ Архив на оригинала от 2016-03-24 в Wayback Machine., Рихард Демел
- „Цветя“ Архив на оригинала от 2018-06-10 в Wayback Machine., Стефан Георге
- „Лято“ Архив на оригинала от 2018-06-10 в Wayback Machine., Георг Тракл
- „Зимен псалом“ Архив на оригинала от 2017-09-13 в Wayback Machine., Петер Хухел
- „Лято“ Архив на оригинала от 2016-04-11 в Wayback Machine., Волфганг Вайраух
- „В края на август“ Архив на оригинала от 2017-09-13 в Wayback Machine., Гюнтер Айх
- „Лятно синьо“ Архив на оригинала от 2017-09-13 в Wayback Machine., Карл Кролов
- „Равнина“ Архив на оригинала от 2016-03-30 в Wayback Machine., Йоханес Бобровски
- „Езерна картина“ Архив на оригинала от 2016-04-13 в Wayback Machine., Вулф Кирстен
- „През лятото“ Архив на оригинала от 2017-09-13 в Wayback Machine., Сара Кирш